# Bastam (Semnan)
Pour les articles homonymes, voir Bastam.

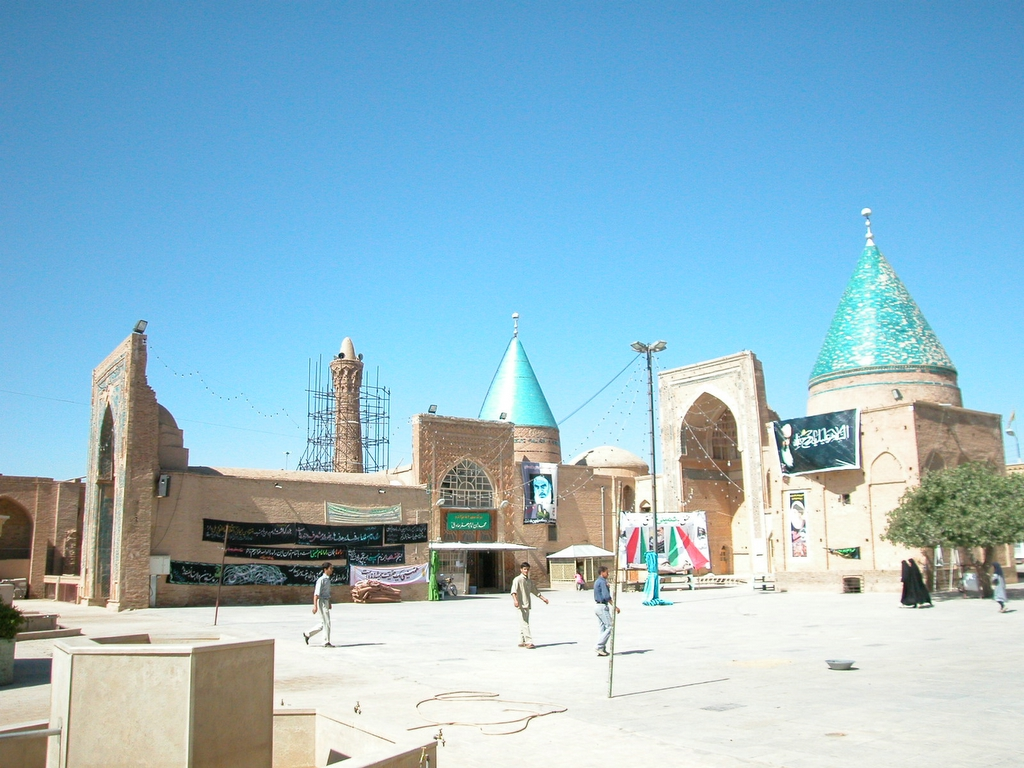
Mausolée et tombe de Bayazîd Bastâmî

Bastām ou Bistām ou Bestām (en persan : بسطام), est une ville fondée au VIe siècle av. J.-C., qui se trouve au Nord-Est de l'Iran, dans la province de Semnan, à quelques kilomètres au nord de Shahroud. C'est le lieu de naissance du grand soufi persan Bayazîd Bastâmî.